# タブラ・ビート・サイエンス
タブラ・ビート・サイエンス（Tabla Beat Science）は、1999年にザキール・フセインとビル・ラズウェルによって結成された音楽グループである。
そのスタイルは、ヒンドゥスターニー音楽、アジアン・アンダーグラウンド、アンビエント、ドラムンベース、エレクトロニカのミックスで構成されている。2001年、カーシュ・カーレイはスーパー・プロデューサーのビル・ラズウェルから、彼が「タブラ・ビート・サイエンス」と呼んでいたプロジェクトに加わるよう依頼された。アルバムには、タブラという楽器に現代的でエキサイティングな新しいコンテキストを取り入れた一流のタブラ・アーティストが参加している。カーレイは、ラズウェル、ザキール・フセイン、トリロク・グルトゥ、タルヴィン・シンと合流し、近年のタブラが融合されている最も優れた現代的な探検の1つと見なされているアルバム『ターラの子宮』を作成した。すべてのメンバーがこのプロジェクトに音楽を提供している。プロジェクトは最終的に、ドラムとエレクトリック・タブラのカーレイ、アコースティック・タブラのザキール・フセイン、ベースのビル・ラズウェル、サーランギーのウスタッド・スルタン・カーン、DJディスク（ターンテーブル）をフィーチャーしたライブ・バンドへと発展した。タブラ・ビート・サイエンスは、16,000人を超える観客数のスターン・グローブ・コンサートでのデビューから世界をツアーし続け、最終的にパーム・ピクチャーズでの演奏が2枚組のライブ・アルバムとしてリリースされた。その他の来訪地は、ドバイ、ベイルート、ロサンゼルス、東京、ロンドンのバービカン・センター、そして最後にムンバイで開催されており、その中には、フセインの有名な父ウスタッド・アラー・ラーカの命日を祝う第2回バルシ・コンサートもあった。タブラ・ビート・サイエンスには、ハリプラサード・チョウラシア、ガネーシュ・アイアー、サリム・マーチャント（サリム・スールマン）、ミディヴァル・パンディッツなど、多くのゲスト・アーティストが、彼らのエレクトリック・ライブ・コンサートに参加した。

## メンバー
- ザキール・フセイン (Zakir Hussain)は、クラシック音楽家であり伴奏者。
- トリロク・グルトゥ (Trilok Gurtu)は、インドのパーカッショニスト。
- タルヴィン・シン (Talvin Singh)は、アジアン・アンダーグラウンドのアーティスト。
- ビル・ラズウェル (Bill Laswell)は、ベーシスト、音楽プロデューサー、作曲家。
- ウスタッド・スルタン・カーン (Ustad Sultan Khan)は、サーランギーを演奏。
- ファビアン・アルサルタニー (Fabian Alsultany、別名Sultan 32)は、キーボードと電子楽器を演奏。
- カーシュ・カーレイ (Karsh Kale)は、タブラとドラムを演奏。
- DJディスク (DJ Disk)は、ターンテーブルを演奏。

## ディスコグラフィ

### アルバム
- 『ターラの子宮』 - Tala Matrix (2000年、Axiom)
- Live in San Francisco at Stern Grove (2002年、Axiom)
- Talamanam Sound Clash: Further Adventures in Hypercussion (2003年、Axiom) ※DVD